# Sidi Ahmed ou el Kadhi
 (décembre 2012).
Si vous disposez d'ouvrages ou d'articles de référence ou si vous connaissez des sites web de qualité traitant du thème abordé ici, merci de compléter l'article en donnant les références utiles à sa vérifiabilité et en les liant à la section « Notes et références ».
Sidi Ahmed U el Kadhi (en tamazight : ⴰⵃⵎⴷ ⵓ ⵍⵇⴰⴹⵉ, en arabe : أحمد بن القاضي), est le fondateur d'une principauté en Kabylie, le royaume de Koukou au début du XVIe siècle. Il prend le contrôle d'Alger de 1520 à 1527, dans le cadre d'un conflit avec Khayr ad-Din Barberousse, qui finit par l'emporter.
Cette prise de la ville ouvre une période de règne du sultan de Koukou sur Alger, Belkadi devient « roi de Koukou et d'Alger » pour cinq à sept ans (1520-1525/1527),. Qara Hasan, ancien agha de Kheirredine, conclut un accord avec Belkadi, s'établit à Cherchell et règne sur l'ouest du littoral de Tipaza à Cherchell. Cette période a marqué la toponymie d'Alger où une montagne s'appelle Djebel Koukou.

## Biographie

### Origines
Les Ath-Kadi firent leur apparition en Kabylie lors de l'arrivée des Turcs en Algérie. Selon Laurent-Charles Féraud, la généalogie de ces souverains remonterait aux Idrissides, rois de Fez et de Tlemcen. Après la chute des Idrissides, une branche de la famille d'Ath El Kadi vint s'installer directement à Koukou (commune d'Ait Yahia). Or les archives et la tradition orale ont prouvé que les At El-Kadi sont originaires du village Achallam de la tribu des Ath Ghobri (commune de Ifigha), d'ailleurs le sanctuaire d'Achallam en fait foi, car c'est là que sont inhumés certains de leurs morts. La thèse avancée par Féraud basée sur des fondements incertains ne peut donc être retenue.
Si Amar ou Said Boulifa entreprit des recherches sérieuses en enquêtant minutieusement à travers les nombreuses localités du Haut-Sébaou. Procédant méthodiquement, il parvint à recueillir une foule de renseignements qui lui permirent de reconstituer le passé de cette famille et remonta jusqu'au XIIIe siècle pour découvrir l'ancêtre des At El-Kadi. Il s'agit du célèbre juriste Ahmed Abu El-Abass El Ghobrini qui quitta très jeune son village, pour poursuivre des études en droit. Ce dernier devint juge (kadi en arabe) puis conseiller juridique à Béjaïa et servit sous les ordres du Sultan Hafside Abû al-Baqâ' Khâlid, où il connut une grande réussite auprès de la population grâce à son honnêteté. Pour le désigner clairement, on ne manqua pas d'ajouter à son nom El-Ghobrini, qui lui a été attribué en raison, précisément de son origine des Ath Ghobri. Tous ses descendants seront des At El-kadi, à commencer par ses enfants qui ont dû fuir Bejaïa après l'exécution de leur père sous les ordres du sultan en 1304, accusé à tort par ses détracteurs d'avoir préparé en secret l'assassinat du sultan dont il convoitait le trône. Entouré des siens, le fils aîné s'empressa de retourner dans la terre de ses ancêtres, le territoire des Ath Ghobri où il se rendit utile à la population qui lui voua un profond respect car il était savant, pieux et doué d'une grande expérience de la vie et des hommes. Bien après sa mort, un de ses petits-fils, Si Ahmed Ou El Kadi fondera la dynastie des At El-Kadi (1510-1730) et jouera un rôle capital dans la vie politique du pays.

## La fondation du royaume de Koukou (1510)
Fonctionnaire au service des derniers Hafsides de Béjaïa, il est, au début du XVIe siècle, gouverneur de la province d'Annaba. En 1510, au moment de la prise de Béjaïa par les Espagnols, il se réfugie sur la terre de ses ancêtres ; fédérant autour de lui plusieurs tribus kabyles, dont les Aïth Aïcha, il établit le centre de son pouvoir dans le village-citadelle de Koukou (dans l'actuelle commune d'Aït Yahia, wilaya de Tizi Ouzou), un peu au sud-ouest d'Achallam,.
Louis Rinn écrit en 1891, dans une note de son ouvrage sur l'insurrection de 1871

## Les combats des années 1510

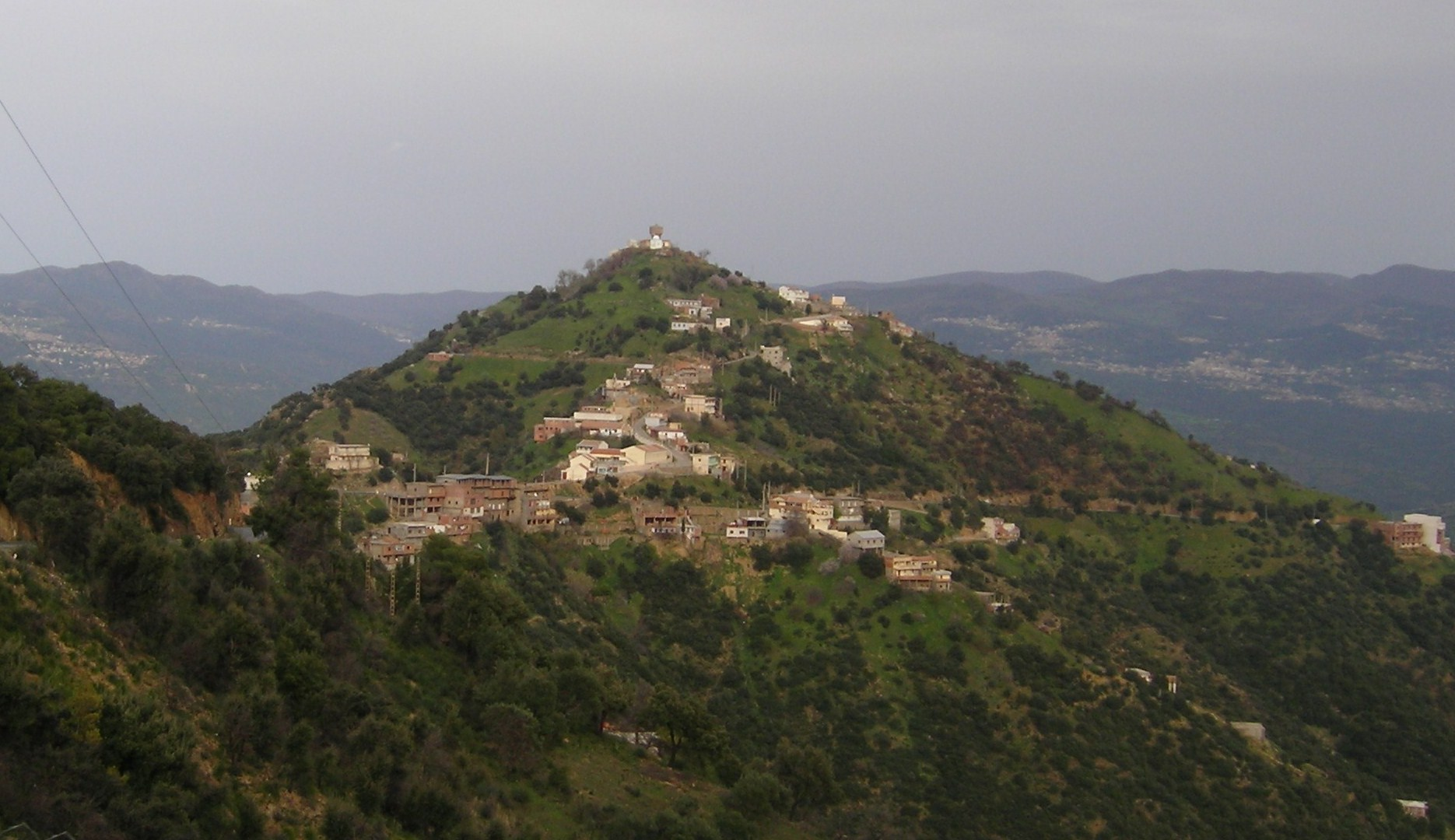
Koukou, capitale du Royaume de Koukou.

En 1512, il est chargé d'aider le corsaire Arudj Barberousse, à chasser les Espagnols de Béjaïa ; le siège est une réussite en premier temps, mais les troupes turques et kabyles doivent se replier, car Barberousse est gravement atteint au bras (il sera amputé plus tard à Tunis). Les Espagnols ne céderont la ville qu'en 1555, lors de la bataille de Béjaïa.
Ensuite, Sidi Ahmed ou el Kadhi est vainqueur du chef du royaume des Beni Abbès de la Kalaâ, dans les Bibans.
En 1518, Arudj, ayant trouvé la mort en défendant Tlemcen, son frère, Khayr ad-Din, reprend la lutte, et accuse Sidi Ahmed ou el Kadhi de trahison. Celui-ci se réfugie dans sa forteresse de Koukou en attendant un moment propice.

## La prise d'Alger (1520)

Carte de la régence d'Alger, du Royaume des Beni Abbès et du Royaume de Koukou au XVIIIe siècle, avec la route Alger-Constantine.

En 1520, Barberousse décide de lancer une expédition contre Koukou. La bataille a lieu près du âarch des Aïth Aïcha non loin de la plaine des Issers (actuelle commune des Issers, wilaya de Boumerdès), à mi-chemin entre Koukou et Alger. Victorieux, Sidi Ahmed ou el Kadhi s'empare d'Alger et y règne jusqu'en 1527.

## Le retour de Barberousse (1527)
Khayr ad-Din revient alors à l'improviste, débarquant à l'embouchure du Oued Sebaou ; il vainc quelques contingents kabyles près de l'oued Bougdoura (actuelle commune de Draâ Ben Khedda).
Sidi Ahmed prend position au col des Aïth Aïcha de Thénia, fief des Aïchaouis. Cernés dans la plaine, Barberousse et ses partisans sont en très mauvaise posture, mais la nuit précédant le combat, Sidi Ahmed ou el Kadhi est assassiné, dans son propre camp.